# تسایزنهاوزن
تسایزنهاوزن (به آلمانی: Zaisenhausen) یک شهر در آلمان است که در کارلسروهه واقع شده‌است. تسایزنهاوزن ۱٬۷۴۴ نفر جمعیت دارد.